# 김억
김억(金億, 1896년 11월 30일 ~ ?)은 한국의 시인이다. 호는 안서(岸曙), 본관은 경주, 초명은 김희권(金熙權)이며, 호를 따라 김안서(金岸曙)로도 불린다. 필명으로는 안서 및 안서생(岸曙生), A.S., 석천(石泉), 돌샘 등을 썼다.

## 생애
평안북도 곽산 출신이다. 1907년 인근 정주군의 오산학교에 입학해 수학했고, 일본에 유학하여 1913년 게이오의숙 영문과에 입학했다. 1914년 도쿄 유학생들이 발간하는 《학지광》에 시 〈이별〉 등을 발표하여 창작 활동을 시작했다.
1916년 모교인 오산학교에 교사로 부임하였다. 〈진달래꽃〉의 시인 김소월은 오산학교에서의 제자로, 김억의 지도를 받았다. 1922년 김소월을 처음 문단에 소개한 사람도 스승 김억이다.
낭만주의 성향의 《폐허》와 《창조》 동인으로 활동했으며, 평양의 숭실학교 교사를 지냈다. 이밖에도 에스페란토 보급에 앞장서는 등 다양한 활동을 펼쳤다. 1924년에는 《동아일보》에 학예부 기자로 입사했다.
김억은 당시까지 낯설었던 해외 문학 이론을 처음 소개함과 동시에 개인의 정감을 자유롭게 노래하는 한국 자유시의 지평을 개척한 인물로 평가된다. 서구의 상징시를 처음으로 한국에 소개하여 1920년대 초반 상징시풍이 문단에 정착하는 계기를 열었다. 1920년대 중반부터는 한시의 번역이나 민요 발굴 등 전통적인 정서에 대한 관심으로 방향을 돌렸다.
1930년대 말에는 김포몽(金浦夢)이라는 예명으로 대중가요 작사 활동도 벌였다. 작사가가 된 것은 생활고 때문이었다고 하는데, 생소한 예명을 사용한 이유는 한국 근대문학의 선구자로서 문단에서의 지위가 남달랐기 때문으로 추정된다. 작사한 노래 가운데 선우일선의 〈꽃을 잡고〉는 대중의 인기를 끌었다.

## 친일활동
일제강점기 말기에 제2차 세계 대전 중 전사한 야마모토 이소로쿠의 죽음을 애도하는 내용의 〈아아 야마모토 원수〉(1943) 등 친일 시를 발표했다. 친일 저작물 수는 시 4편을 포함하여 총 6편이 밝혀져 있다. 국민총력조선연맹과 조선문인협회, 조선문인보국회 간부를 지내기도 했다.
2002년 발표된 친일 문학인 42인 명단과 민족문제연구소가 2008년 발표한 친일인명사전 수록예정자 명단 문학 부문에 선정되었으며 친일반민족행위진상규명위원회가 발표한 친일반민족행위 705인 명단에도 포함되었다.

## 납북
한국 전쟁 때인 1950년 9월 10일 납북되었고, 북한으로 간 유력 인사들이 1956년 평양에서 결성한 재북평화통일촉진협의회 중앙위원을 지낸 뒤로 행적이 불분명하다. 1958년 평북 철산군의 협동농장으로 강제 이주되었다는 설이 있다.
대한민국에서는 월북 작가들과 함께 언급이 금기시되다가 1988년 해금 조치 이후 다시 조명을 받았다.

## 작품
시집으로 번역 시집인 《오뇌의 무도》(1921)와 창작 시집 《해파리의 노래》(1923), 《봄의 노래》(1925), 《먼동 틀 제》(1947), 《민요시집》(1948) 등이 있다. 이 가운데 《오뇌의 무도》는 최초의 번역 시집, 《해파리의 노래》는 최초의 창작 시집으로 기록되어 한국문학사에서 중요한 전기를 마련했다.

## 같이 보기
- 김소월

## 참고 문헌
- 백운복 (1999년 10월 30일). 《우리 현대시의 이해》. 서울: 국학자료원. 65쪽. ISBN 89-8206-431-1.
- 권영민 (2004년 2월 25일). 《한국현대문학대사전》. 서울: 서울대학교출판부. 149쪽. ISBN 89-521-0461-7.